# Isabel Gema González González
Isabel Gema González González (Madrid, 24 d'abril de 1964) és una política espanyola del Partit Popular (PP).

## Biografia
Nascuda el 24 d'abril de 1964 a Madrid, filla de Pablo González Liberal, emprat en el Ministeri d'Informació i Turisme franquista. És germana de Pablo i d'Ignacio, president de la Comunitat de Madrid entre 2012 i 2015. Està casada amb el empresari José Juan Caballero Escudier.
Membre del gabinet d'Esperanza Aguirre, va ser inclosa al número 37 de la llista del Partit Popular (PP) per a les eleccions a l'Assemblea de Madrid de maig de 2003. Escollida diputada de l'efímera sisena legislatura del parlament, coneguda com la del Tamayazo, va renovar la seva acta de parlamentària a les eleccions d'octubre de 2003 i de 2007.
Resident a Colmenar del Arroyo, entre 2011 i 2015 va ser regidora de l'Ajuntament de Pozuelo de Alarcón, on va exercir de quarta tinenta d'alcalde i de responsable de l'Àrea de Govern i Gestió de Cultura, Atenció al Ciutadà, Obres i Serveis, Districtes i Participació.
Va tornar a ser elegida diputada autonòmica a les eleccions a l'Assemblea de Madrid de 2015, després d'haver concorregut als comicis al número 22 de la llista encapçalada per Cristina Cifuentes.